# Diócesis de Fissiana
La Diócesis de Fissiana (en latín: Fissianensis) Es una diócesis suprimirda de la Iglesia Latina y actual sede titular de la Iglesia Católica.

## Ubicación

África Proconsularis (125 d. C.)

Se desconoce la ubicación exacta de la sede de la diócesis,aunque se estima que Fissiana está ubicada en cerca de Foussana en la actual Túnez. En la antigüedad estaba dentro de la Administración provincial romana de Bizacena,   correspondiente a la moderna región del Sahel, Túnez.

## Historia
De esta diócesis sólo se conocen dos obispos donatistas.
- Donato que participó en el Concilio de Cabarsussi, celebrado en 393 por Maximiano, Obispo de Cartago, y firmó las actas de dicho Concilio.
- En el Concilio de Cartago (411), el Obispo Turrasio representó a la ciudad, ningún competidor católico asistió a la conferencia.

No es sorprendente que la ciudad fuera un bastión del donatismo, ya que está ubicada cerca del lugar de surgimineto de ese movimiento y muchas de las primeras congregaciones donatistas se formaron en la región semiárida al oeste y suroeste de Foussana.
Hoy Fissiana sobrevive como Sede Titular y el obispo actual es Alejandro Pardo, obispo auxiliar de Buenos Aires . 

## Obispos conocidos
- Donato (fl 393) (Donatista).
- Turrasio (fl 411) (Donatista).
- Francis Arinze (Nigeria) 6 de julio de 1965 - 26 de junio de 1967.
- Leo Rajendram Antony (Sri Lanka) 3 de agosto de 1968 - 15 de febrero de 1974.
- Joseph Valerius Sequeira (Myanmar) 20 de octubre de 1984 - 24 de enero de 1986.
- Julio Ojeda Pascual (Perú) 30 de marzo de 1987 – 28 de abril de 2013.
- Fernando Martín Croxatto (Argentina) del 13 de marzo de 2014 al 3 de agosto de 2017.
- Darius Trijonis (Lituania) 29 de septiembre de 2018-6 de junio de 2024.
- Alejandro Pardo (Argentina) 19 de junio de 2024-presente.